# والتر ك. لوسون
والتر ك. لوسون هو محامي وسياسي كندي، ولد في 1 فبراير 1889 في نيو برونزويك في كندا، وتوفي في 1970 في فريدريكتون في كندا. انتخب عضو الجمعية التشريعية لنيو برونزويك ‏.